# 長柄鍥

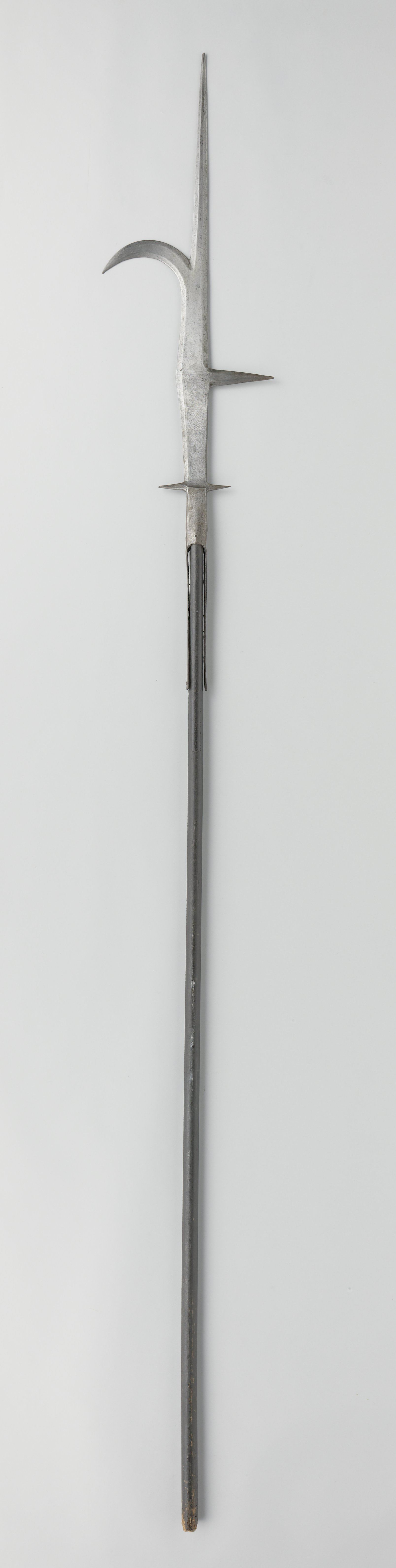
中世紀典型的英式長柄鍥制式。

長柄鍥（Bill），或稱長柄䥛、長柄鉤刀，是一種歐洲中世紀步兵用的長柄武器，特色是刀身前端有鉤形刀尖且刀身後端為直身，由農事用的鍥（Billhook）加長柄演變而來。
在16世紀時，儘管歐洲大部份國家已改用鉤銃與長柄槍，英國人仍繼續使用長弓與長柄鍥。17世紀時長柄鍥已嚴重過時，但英國人仍將長弓、長柄鍥等落後軍備送至美洲抵抗原住民及其他歐洲殖民者。

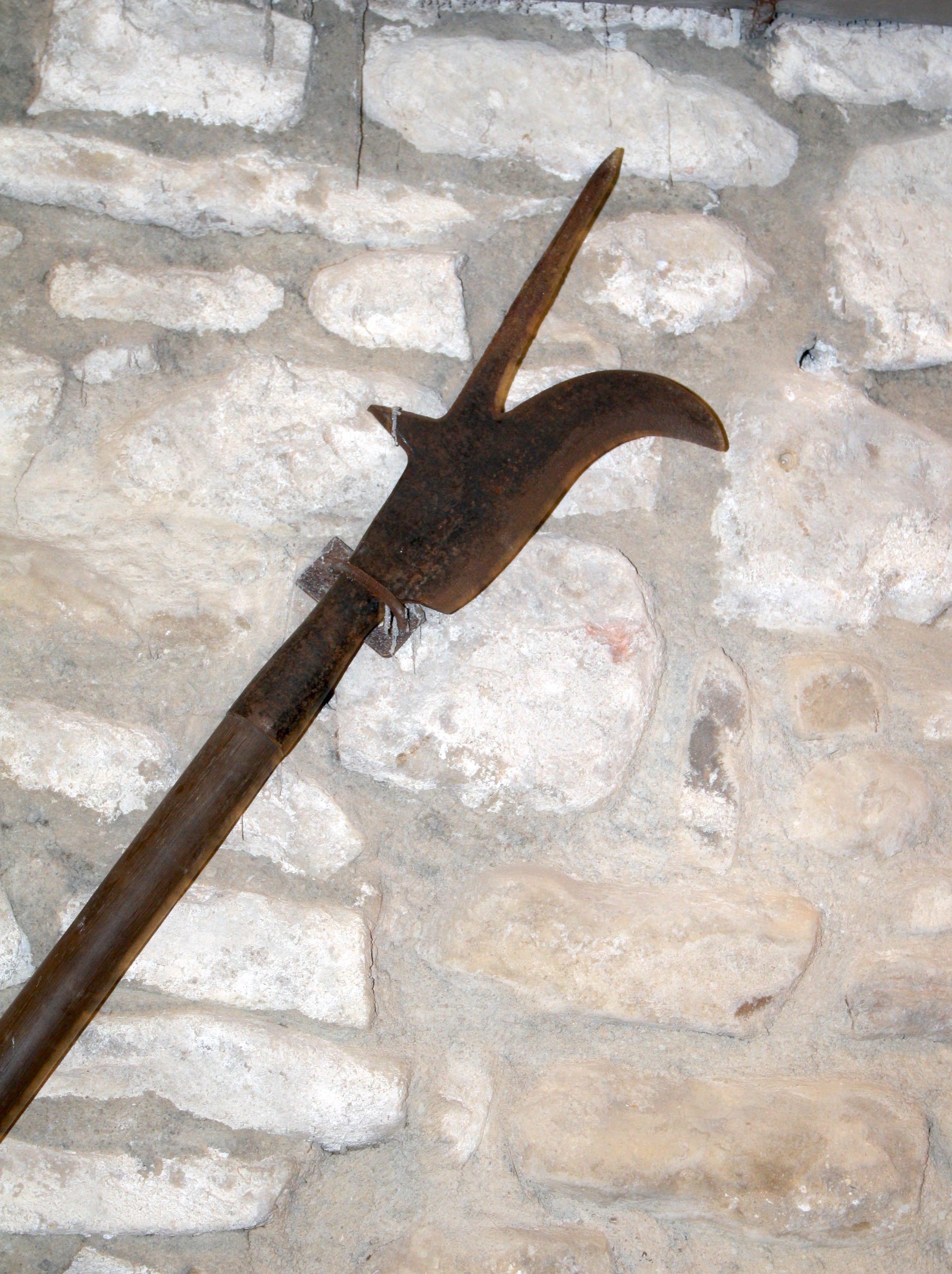
16世紀的英式長柄鍥，已演進出槍鋒與背刺。